# Мапаниевые
Мапа́ниевые (лат. Mapanioideae) — подсемейство однодольных растений семейства Осоковые (Cyperaceae).

## Таксономия
Подсемейство Мапаниевые включает в себя около 12 родов и около 140 видов в 2 трибах:
- Триба Chrysitricheae Nees — включает 5 родов:
  - Capitularina J.Kern с единственным видом Capitularina involucrata (Valck.Sur.) J.Kern
  - Chorizandra R.Br.
  - Chrysitrix L.
  - Exocarya Benth. — Экзокария с единственным видом Exocarya sclerioides (F.Muell.) Benth.[2]
  - Lepironia Rich. с единственным видом Lepironia articulata (Retz.) Domin
- Триба Hypolytreae Nees ex Wight & Arn. — включает 7 родов:
  - Diplasia Pers. с единственным видом Diplasia karatifolia Rich. ex Pers.
  - Hypolytrum Pers.
  - Mapania Aubl. — Мапания
  - Paramapania Uittien
  - Principina Uittien с единственным видом Principina grandis Uittien
  - Scirpodendron Zipp. ex Kurz — Сцирподендрон
  - Thoracostachyum Kurz